# リヴ・ワーフィールド
リヴ・ワーフィールド（英語: Liv Warfield、1979年7月10日 - ）は、アメリカ合衆国出身の歌手。

## キャリア
ピオリアのネイティブ・アメリカンの出自をもつ。
キャリアはオレゴン州ポートランドでの大学時代から始まる。「ポートランドで最もソウルフルな歌手」の通称でも呼ばれる。
2006年に最初のアルバム『Embrace Me - a collection of strong ballads』を自身で発表。
プリンスに送ったオーディション用のテープが認められ、彼のバンドである"The New Power Generation"に参加。プリンスのアルバム『Lotusflow3r』に参加すると共に、リヴは自身の音楽のメンターであるとして、プリンスの名前を表記するようになった。
2014年に、プリンスをエグゼクティブ・プロデューサーに迎えて、アルバム『The Unexpected』を発表。また、プリンスはアルバムのタイトル同名曲「The Unexpected」を、このアルバムに提供している。
2014年、VH1Soulは彼女を、同局の「You Oughta Know」キャンペーンの最初のアーティストに抜擢した。

## ディスコグラフィー
- Embrace Me (2006)

1. ABC's Featuring Bernard Pretty Purdie
2. Embrace Me
3. Sophisticated Sista
4. I Decided
5. Groove DJ
6. Waiting
7. Work For Me
8. Get Away
9. Feeling Lonely
10. Time
11. Brotha Man-Live

- The Unexpected (2014)

1. Coat of Arms
2. The Unexpected
3. Why Do You Lie?
4. Blackbird
5. Stay - "Soul Lifted"
6. Catch Me If You Can
7. Don't Say Much
8. Lena Blue
9. Freedom
10. Come Back
11. Your Show
12. Fanfare
13. Fly